# Elizabeth Reaser
Elizabeth Ann Reaser (sinh ngày 2/7/1975) là nữ diễn viên người Mỹ. Cô từng tham gia các phim như:The Twilight Saga, Grey's Anatomy, True Detective.